# 사방역
사방역(Sabang station, 士方驛)은 경상북도 경주시 안강읍 사방리에 위치한 동해선의 역이었다.
2010년 11월 3일에 이용객 감소로 인해 여객 취급이 중단되었고 모든 열차가 통과하고 있다. 지어진 지 100년이 된 유서 깊은 역이다.

## 역사
- 1918년 12월 28일 : 보통역으로 영업 개시[1]
- 1945년 7월 10일 : 표준궤로 개량[2]
- 1958년 8월 4일 : 현 역사 준공
- 1976년 7월 10일 : 화물 취급 중지[3]
- 1991년 9월 1일 : 소화물 취급 중지[4]
- 1994년 1월 20일 : 배치간이역으로 격하 (나원역 관리)[5]
- 2004년 12월 10일 : 무배치간이역으로 격하[6]
- 2007년 6월 1일 : 여객 취급 중지
- 2010년 11월 1일 : 여객 취급 재개
- 2010년 11월 3일 : 여객 취급 재중지
- 2013년 11월 7일 : 부산진 기점 121.2km로 변경[7]
- 2016년 4월 29일 : 부산진 기점 120.5km로 변경[8]
- 2018년 12월 28일 : 개업 100주년
- 2021년 8월 26일 : 부산진 기점 119.6km 로 변경[9]
- 2021년 12월 28일 : 폐역